# Kajana Airstrip
Kajana Airstrip is een vliegveld ten westen van Kajana aan de Surinamerivier in het district Sipaliwini in Suriname.
Het ligt in het toeristische Langugebied.
Er zijn rond de zes maatschappijen die het vliegveld aandoen. Er zijn lijnvluchten naar Zorg en Hoop Airport in Paramaribo. 
De ondergrond van de landingsbaan is van gras. De baan heeft een lengte van circa 500 meter.